# 성산가야
벽진국(碧珍國), 통칭 성산가야(星山伽倻)는 경상북도 성주(星州) 부근에 있던 가야의 소국이다. 벽진가야(碧珍伽耶)라고도 하며 육가야 중 하나다. 가락국 시조 수로왕(首露王)과 함께 구지봉에서 태어난 6명의 동자 중에서 다섯째 김벽로(金碧露)가 건국하였다.

## 역사
본래 성산가야에서는 벽진국이라는 독립소국이 있었다가 4세기 말 이후 힘이 약해져서 신라 영향권에 편입되었고, 결국 6세기 초에 완전히 신라에 병합되었다고 한다. 성산가야의 수도는 현재의 경상북도 성주였다.

## 국명
『삼국유사』 가락국기에서 성산가야를 벽진가야라고 했는데, 이는 성주군 벽진면의 지명을 따른 것으로 보인다.
성산이라는 지명은 현재 고령군의 한 면으로서 성산면으로 이어져오고 있다. 지리적 위치로 보아 지금의 성산은 고령가야의 영역에 포함되었던 것으로 여겨지므로, 오해를 막기 위해 성산가야는 벽진가야로 부르는 것이 옳을 듯하다.
벽진(碧珍)의 ‘珍’은 옛 지명에 쓰인 ‘돌’·‘들’의 한자 표기이다. 그러므로 벽진가야는 ‘벽들가야’ 또는 ‘벼들가야’였을 것이다.
'벽(碧)'을 '아득하다'는 뜻의 고대 한국어로 보고 '벽진(碧珍)'을 '멀리 떨어져 있는 들'로 해석하는 견해가 있다. '碧'는 후기 상고한음 /*park/으로 재구되는데, 멀다는 뜻의 원시알타이어 /*phìrá-khV/, 고대몽골어 /*hiriče/, 고대튀르크어 /*ɨrak/, 고대일본어 /*pàrúkà/와 동계어라는 것이다. 또한 '珍'는 보통 /*tur/로 재구되므로 벽진(碧珍)은 /*park-tur/로 재구하고 뜻은 '아득히 먼 들' 정도로 해석하는 견해이다.
『삼국유사』 가락국기에는 성산가야를 “지금(고려 초)의 경산(京山)”이라고 하였다. 경산은 오늘날 성주군의 중심인 성주읍에 있는데, 옛 지명인 경산부(京山府)가 그대로 전해진 것으로 생각된다. 그러므로 벽진가야는 지금의 성주군을 중심으로 한 가야였음을 알 수 있다.

## 역대 국왕
성산가야의 왕 세계는 김영창의 『6가야국사실록』에 1세 벽로왕, 2세 니차왕, 3세 유충왕의 기록만 전해지고 있다.
| 대수 | 제호           | 재위        | 비고                   |
| ---- | -------------- | ----------- | ---------------------- |
| 1    | 벽로왕(碧露王) | 42년 ~ ?    | 성산가야의 건국 시조   |
| 2    | 니차왕(尼次王) |             |                        |
| 3    | 유충왕(幼沖王) | ? ~ 400년경 | 성산가야의 마지막 국왕 |

## 같이 보기
- 이총언